# Хоанг Тхань Чанг
Хоанг Тхань Чанг (в'єт. Hoàng Thanh Trang, 25 квітня 1980) — угорська шахістка в'єтнамського походження, гросмейстер.
Її рейтинг станом на березень 2020 року — 2405 (58-ме місце у світі, 1-е в Угорщині серед діючих шахісток).

## Кар'єра
В шахи її навчив грати батько коли їй було близько 4 років, і є тепер її тренером. Хоанг народилася в Ханої, В'єтнам. Коли їй було десять років, її родина переїхала до Будапешта. Тепер вона має подвійне громадянство В'єтнаму й Угорщини. За Угорщину почала грати 2006 року, хоча до того представляла В'єтнам.
Виграла чемпіонат світу серед юніорок 1998 року. В 2000 році виграла чемпіонат Азії з шахів серед жінок в Удайпурі. Хоанг виграла індивідуальне золото на 1-й шахівниці на клубному чемпіонаті Європи 2005 в Сен-Венсані з показником 80,0%.
2005 року вивчала економіку в університеті Корвіна.
2013 стала чемпіонкою Європи з шахів, перемігши в 7 партіях і звівши внічию 4, показник 9 очок в 11 іграх.

## Зміни рейтингу
| На цьому місці має відображатися графік чи діаграма, однак з технічних причин його відображення наразі вимкнено. Будь ласка, не видаляйте код, який викликає це повідомлення. Розробники вже працюють для того, щоби відновити штатне функціонування цього графіка або діаграми. | |
| | На цьому місці має відображатися графік чи діаграма, однак з технічних причин його відображення наразі вимкнено. Будь ласка, не видаляйте код, який викликає це повідомлення. Розробники вже працюють для того, щоби відновити штатне функціонування цього графіка або діаграми. |